# Noorderhoek II
De Noorderhoek II is een woonwijk binnen de stad Sneek in de Nederlandse provincie Friesland. De wijk telt (in 2023) 3.315 inwoners en heeft een oppervlakte van 218 hectare (waarvan 10 hectare water).

## Ligging en bereikbaarheid
De wijk grenst in het noorden aan de wijk De Loten, in het oosten aan de Noorderhoek I, in het zuiden aan de Hemdijk en in het westen aan de wijk Harinxmaland.
De wijk wordt deels begrensd door de Worp Tjaardastraat en de Stadsrondweg Noord, die tevens de belangrijkste verkeersaders vormen. In het westen wordt de wijk begrensd door de Franekervaart.

## Historie en bebouwing
Het grootste deel van de bebouwing in de wijk is gebouwd in de periode tussen 1945 en 1975. De meeste woningen in de wijk zijn eengezinswoningen en flats. In de wijk staan 2 galerijflats van meer dan 8 woonlagen, de zogenaamde Furmerusflats, daarnaast staan er vele portiekflats met maximaal 4 woonlagen. Het grootste deel van de wijk bestaat uit huurwoningen, die worden beheerd door Woningstichting De Wieren.
In de wijk is een wijkvereniging actief genaamd Wijkvereniging Noorderhoek. De vereniging beheert het wijkcentrum Schuttersheuvel en brengt het wijkblad De Schuttersbode uit.
Sportpark Noorderhoek was tot 2006 het sportpark van de wijk. Het park en de bijbehorende C. Kan hal werden in 2007 gesloopt. Dit park is in dit jaar vervangen door Sportcentrum Schuttersveld, dat ten westen van de Furmerusflats ligt.

### Straatnaamverklaring
De straten in de wijk zijn veelal vernoemd naar grote Friese kroniekschrijvers en -dichters. Enkele bekende voorbeelden zijn:
| Straatnaam           | Vernoeming                                                                        |
| -------------------- | --------------------------------------------------------------------------------- |
| Edo Jongamastraat    | Edo Jongama (16e eeuw), Schieringers hoofdeling en schrijver van Friese kronieken |
| Jancko Douwemastraat | Jancko Douwama (1482-1533), Fries politicus en schrijver                          |
| Obe Postmastraat     | Obe Postma (1868-1963), Fries dichter                                             |
| Worp Tjaardastraat   | Worp van Thabor (16e eeuw), Fries schrijver van kronieken                         |

### Bezienswaardigheden
In de wijk bevinden zich geen rijksmonumenten of grote bezienswaardigheden.

## Voorzieningen
Onder meer de volgende voorzieningen bevinden zich in de wijk:
- Volkstuinencomplex Nut en Genoegen
- Het wijkcentrum Schuttersheuvel
- Sportcentrum Schuttersveld